# 主要电影公司
主要电影公司（英語：Major Film Studios）指的是那些每年推出大量电影新作品并在特定市场始终保持较大份额票房收入的制片及发行公司。在美国及国际市场上，主要电影公司（通常简称为“巨头公司”）一般被认为是五家从事多元化经营的传媒集团；其旗下从事电影制作和发行的子公司合计占据了美国市场票房总收入的80%到85%。同时，这个名词也可以更具体地指代这些传媒集团旗下的主要电影业务子公司。
自电影产业诞生起，美国的电影公司就主宰了美国乃至全球的电影工业，这受益于美国电影公司的强大先发优势。因为美国电影公司是最早将电影制作产业化，并掌握了可以大规模生产和发行具有广泛跨文化吸引力的高质量电影作品的能力。如今，五大电影公司——环球影业、派拉蒙影业、华纳兄弟影业、迪士尼影业和哥伦比亚影业——每年定期向全球所有重要的电影市场（即可支配收入足以支付消费者任意观看电影费用的地方）发行数百部电影。如果一部电影想要在全球范围内获得尽可能多影院观众的观看，那么它“几乎不可能”不是由某个主要电影公司所发行的电影。

## 整体概况
自好莱坞黄金时代以来，五大电影巨头公司就一直是最活跃的电影制片厂。派拉蒙影业与华纳兄弟从开始便是最初的“五大电影巨头”；但是环球影业与哥伦比亚影业则是仅次于“五大电影巨头”的“三大电影小巨头”。而当时还名叫华特迪士尼制作公司的华特迪士尼影业则在整个黄金时代都是一家独立制片公司；1950年代成为一家“小巨头公司”；而在1980年代中期发展成为“巨头公司”。联艺影业则是另一家“三大电影小巨头”，这是一家专门为几个独立电影制片人发行电影的公司。后来联艺影业开始自己生产电影并发展到“准大巨头”的地位，但随后其就被米高梅影业所收购。哥伦比亚影业是一家兼有制片和发行业务的电影公司，它与三星影业一起被索尼所收购；随后其又成为索尼影视娱乐集团的一部分。随着索尼加入到“五大巨头”行列，它与20世纪福克斯、华纳兄弟、环球影业、迪士尼和派拉蒙影业一起组成过来新的“六大巨头”。米高梅影业、雷电华影业、20世纪福克斯影业都曾经是当年的“五大电影巨头”，但如今仅以小巨头、小型独立公司以及迪士尼旗下子公司的形式存在；特别是20世纪福克斯影业，随着它的被收购，“六大巨头”的时代也宣告终结。
五大巨头旗下的旗舰电影公司的地址彼此之间相距24（15英里）；而其中的迪士尼是唯一一家由同一母集團控制的电影公司，同时也是唯一一家母公司与旗舰电影公司位于同一办公楼的电影公司。在迪士尼收购20世纪福克斯之前，迪士尼团队都在美国洛杉矶的迪士尼片场工作。华纳兄弟、派拉蒙、环球和哥伦比亚都曾经属于过很多公司，但现在它们主要分别向总部位于达拉斯（AT&T）、纽约（维亚康姆CBS）、费城（康卡斯特）和东京（索尼）等地区的母集團负责。此外，迪士尼和哥伦比亚是目前仅有的母公司总部仍位于太平洋沿岸的电影公司。目前五大巨头中只有派拉蒙的基地还在好莱坞；而哥伦比亚则在卡尔弗城，它俩是唯二公司在洛杉矶市市区范围内。迪士尼和华纳兄弟在伯班克，环球则在尚未建制的环球市。
现在，五大巨头通过自己的发行网络控制自己的子公司，这些子公司或专注于艺术电影（例如环球旗下的焦点影业），或专注于类型电影（例如索尼旗下的幕宝电影）。而在2008年到2010年期间，其中一些专门厂牌被迫关闭或出售。“五大电影巨头”这个名词主要是与那些规模较小的制作、发行或兼具上述两者业务的电影公司相对来说；那些在规模较小的制作及发行公司里处于领先地位的电影公司也被称为“小巨头”，例如：狮门公司和STX娱乐。在1998年到2005年期间，尽管梦工厂的影片产量与巨头公司有着显著差距，但仍由于其在票房市场上的高份额而被认为是“第七巨头”。2006年，梦工厂被派拉蒙公司的母公司维亚康姆收购。2008年年底，梦工厂再次成为一家独立制片公司，其影片发行由迪士尼旗下的试金石影业负责；2016年，梦工厂的影片发行合约转由环球影业负责。
如今，五大电影公司是全球电影产业的主要支持者与发行商；那些挂着其厂标的电影实际上大部分是由独立的制片公司负责制作，这些制片公司或是长期运营或是专门为制作某部电影而建立的实体。这些特别实体只是简单地拥有使用摄影棚的权力，但它们却无权参与其所制作电影的发行工作。尽管电影巨头们也会偶尔从事少量电影的制片业务，但它们的主要精力还是集中在开发、融资、推广和销售等方面。这些业务通常在洛杉矶或周边地区执行；而被称为外逃制作的方式则意味着大部分电影的外景拍摄绝大部分或全部在洛杉矶以外的地方进行。

## 大巨头

### 現任
| 電影母公司 （傳媒集團）               | 旗艦電影公司 次旗艦電影公司       | 成立 年份                    | 藝術片 / 獨立片廠牌                                                        | 類型片 / Ｂ級片廠牌                                                             | 動畫廠牌                                                                                  | 其他廠牌                                                                                        | 院線 家庭娛樂 發行廠牌                                                      | 串流媒體廠牌                                               | 北美地區 市場份額 （2022年度） |
| ------------------------------------- | --------------------------------- | ---------------------------- | -------------------------------------------------------------------------- | ------------------------------------------------------------------------------- | ----------------------------------------------------------------------------------------- | ----------------------------------------------------------------------------------------------- | --------------------------------------------------------------------------- | ---------------------------------------------------------- | ------------------------------ |
| 華特迪士尼影業集團 （華特迪士尼公司） | 華特迪士尼電影公司 20世紀電影公司 | 1923年10月16日 1935年5月31日 | A&E獨立電影（50%） Hulu紀錄電影 探照燈電影                                 | 迪士尼自然電影 ESPN電影（80%） 盧卡斯電影 漫威電影 國家地理紀錄電影（73%）      | 皮克斯動畫工作室 華特迪士尼動畫工作室 20世紀動畫 盧卡斯電影動畫 漫威電影動畫              | A&E電影 二十世紀家庭電影 星空電影 第20數字工作室 摄政企业（20%） 漫威娛樂                       | 迪士尼平台發行 華特迪士尼工作室電影 迪士尼－索尼發行合資 華特迪士尼家庭娛樂 | Disney+ Hulu ESPN+ Disney+ Hotstar Star+                   | 27.36%                         |
| NBC環球集團 （康卡斯特公司）          | 環球電影公司                      | 1912年4月30日                | 焦點電影公司                                                               | 焦點世界電影公司 沃克泰托電影公司                                               | 夢工廠動畫公司 （大創意娛樂公司） 照明娛樂公司 （巴黎照明動畫） 環球動畫工作室            | 安倍林合伙（小股東） 嘉年華電影公司 墊板公司合資 日本NBC環球娛樂 OTL發行 環球1440娛樂 WT2製作   | 環球影業發行 聯合國際電影公司合資                                           | 孔雀 Hayu                                                  | 22.34%                         |
| 華納兄弟 （華納兄弟探索）             | 華納兄弟電影公司 新線電影公司     | 1923年4月4日 1967年6月18日   | HBO紀錄電影公司 望遠鏡傳媒集團（小股東） 公雞牙齒電影公司 探索紀錄電影公司 | CNN電影公司 Adult Swim電影公司 DC電影公司 旗艦娛樂電影公司（49%） TruTV電影公司 | 卡通频道工作室 宏廣卡通公司（50%） 華納兄弟動畫公司 華納兄弟動畫電影公司 華納兄弟日本動畫 | 合金娛樂 城堡石娛樂 Cinemax電影 全屏 HBO電影 特納娛樂 日本華納兄弟                              | 華納兄弟（發行部門） 華納兄弟家庭娛樂                                       | Max Discovery+                                             | 12.59%                         |
| 派拉蒙電影集團 （派拉蒙全球）         | 派拉蒙電影公司                    | 1912年                       | 米拉麥克斯（49%）                                                          | BET電影 CMT電影 MTV電影 喜劇中心電影 尼克電影 派拉蒙玩家 VH1電影                | CBS之眼動畫製作公司 降世神通工作室 MTV動畫 尼克動畫工作室 派拉蒙動畫                      | 驚嘆電影 CBS電影 共和電影 維亞康姆18電影（49%） 維亞康姆18數字工作室                            | 派拉蒙影業（發行部門） 聯合國際電影公司（合資）                             | 派拉蒙+ 諾金 烏蒂                                          | 17.50%                         |
| 索尼影視娛樂集團 （索尼公司）         | 哥倫比亞電影公司 三星電影公司     | 1924年 1982年                | 索尼經典電影公司                                                           | 申明電影公司 幽靈公司 幕寶電影公司 第六攝影棚電影                               | 索尼影業動畫 索尼影業圖像 Crunchyroll （95%，與共同持有） 漫畫娛樂（95%） 瘋人動漫（95%） | 目的地電影 左岸電影 日本索尼影視娛樂 3000電影 索尼影視全球並購 索尼奇觀 三星製作 Madhouse（5%） | 索尼影視發行 索尼影視家庭娛樂集團 迪士尼－索尼發行合資                      | 索尼LIV Crunchyroll Wakanim（95%，與日本索尼音樂共同持有） | 12.74%                         |

### 前任
| 公司名           | 巨头时期       | 备注 |
| ---------------- | -------------- | --- |
| 雷电华广播电影   | 1928年－1959年 | 在霍华德·休斯于1948年收购这家电影公司的时候，它还是当时的五大电影公司之一。但是随着之后一系列的运营错误及分拆，雷电华广播电影作为一家电影公司在1957年的拍卖之后基本消失。作为独立电影制片公司，雷电华曾复活过好几次；最近几次发行电影是在2012年和2015年。 |
| 联艺电影         | 1919年－1981年 | 三大电影小巨头公司之一，成立之初是一家为独立电影制片人提供发行业务的公司；1981年被米高梅影业收购。2019年公司以“联艺发行”的品牌名作为一家电影发行公司而重新崛起。                                                                                          |
| 米高梅影业       | 1924年－1986年 | 曾经的五大电影公司之一，后于1986年被泰德·特纳收购，随后他又转售给柯克·科克里安。这次出售仅保留了米高梅1986年5月之前的片库，并导致其沦为小巨头公司。后米高梅影业在2010年代曾两次破产。                                                                     |
| 20世纪福克斯电影 | 1935年－2019年 | 曾经的五大电影公司之一，后被华特迪士尼公司所收购；收购后公司改名为20世纪影业。 |

## 小巨头
小巨头电影公司指的是那些规模较大的电影制作公司，但是它们的规模是要小于大巨头电影公司并试图与它们直接竞争。

### 现任小巨头
| 三艺术娱乐（大股东） 全球门娱乐（合资） 好宇宙 磨石娱乐集团 狮门首映 | 美国漫画娱乐 潘特里安电影（49%） 路边风景电影（43%） 顶峰娱乐 |

| 前进影业 丹麦影业 迈坡影业 | 太阳影业 詹特罗巴 |

| 克拉斯阿特经典 剧场影业 协和影业发行 猛狮制作 猛狮发行 | 慕尼黑电信 慕尼黑电信国际 优兴咨询 魏德曼与博格影业 |

### 曾任小巨头
| 公司名     | 备注                                                           |
| ---------- | -------------------------------------------------------------- |
| 城堡石娱乐 | 1933年被特纳广播公司收购；特纳广播公司在1996年与时代华纳合并。 |

### 速成巨头
速成巨头（Instant Major）是在1960年代诞生的一个名词，指的是一家电影公司似乎在一夜之间就成为了“电影巨头公司”。1967年，有三家速成巨头公司仿佛雨后春笋般地出现了；其中两家与电视网公司旗下的影视制作部门合作，故而一直持续到1973年。
- 全景电影发行公司（英语：Cinerama Releasing Corporation）（主要发行ABC影业公司（英语：List of films produced by American Broadcasting Company）的电影）
- 全国通用影业（英语：National General Pictures）（主要发行电影中心影业（英语：Cinema Center Films）的电影）
- 联邦联合娱乐（英语：Commonwealth United Entertainment）

### 脚注
1. ↑  Edward Jay Epstein. . New York City: Random House Publishing Group. 2005-02-15: 14－19，82，109，133  [2020-11-15]. ISBN 9781588364548. （原始内容存档于2020-11-23）.
2. ↑  Thomas Schatz. . Warren Buckland  (编). . Routledge. 2009-06-03: 19－46  [2020-11-15]. ISBN 9781135895730. （原始内容存档于2022-05-07）.
3. ↑  Ronald V. Bettig; Jeanne Lynn Hall.  2nd Edition. Rowman & Littlefield Publishers. 2012-05-04: 59－108  [2020-11-15]. ISBN 9781442204294. （原始内容存档于2017-02-08）.
4. 1 2  Glyn Davis; Kay Dickinson; Lisa Patti; Amy Villarejo. . Routledge. 2015-02-20: 299  [2020-11-15]. ISBN 9781317623380. （原始内容存档于2022-02-28）.
5. ↑  Terry Flew. . SAGE. 2012: 128  [2020-11-15]. ISBN 9781847875754. （原始内容存档于2020-12-03）.
6. ↑  Brandon Katz. . Observer.   [2020-11-17]. （原始内容存档于2020-08-12）.
7. ↑  Eugene. . New York Film Academy.   [2020-11-17]. （原始内容存档于2020-11-25）.
8. ↑  Ben Fritz. . 华尔街日报.   [2020-11-17]. （原始内容存档于2017-12-12）.
9. ↑  Brooks Barnes. . 纽约时报.   [2020-11-17]. （原始内容存档于2014-11-10）.
10. ↑  Brooks Barnes. . 纽约时报.   [2020-11-17]. （原始内容存档于2011-04-11）.
11. ↑  .   [2022-06-21]. （原始内容存档于2022-06-21）.
12. 1 2  Nick Holdsworth. . 好萊塢報道. 美聯社.   [2020-11-16]. （原始内容存档于2019-05-09）.
13. ↑  Patrick Frater. . Variety.   [2020-11-16]. （原始内容存档于2019-04-04）.
14. ↑  Dave McNary. . Variety.   [2020-11-16]. （原始内容存档于2019-12-19）.
15. ↑  Leah Rozen. . 紐約時報.   [2020-11-16]. （原始内容存档于2019-07-28）.
16. ↑  Kim Masters. . 好萊塢報道.   [2020-11-16]. （原始内容存档于2020-08-28）.
17. ↑  . Sony Pictures Worldwide Acquisitions.   [2020-11-16]. （原始内容存档于2013-12-30）.
18. ↑  Mike Fleming Jr. . Deadline.   [2020-11-16]. （原始内容存档于2014-06-12）.
19. 1 2 3 4  Thomas Schatz.  (PDF). Paul McDonald; Janet Wasko  (编). . Wiley. 2008-02-11: 13－42  [2020-11-16]. ISBN 9781405133883. （原始内容存档 (PDF)于2019-02-15）.
20. ↑  . 综艺.   [2020-11-17]. （原始内容存档于2019-11-15）.
21. ↑  . 彭博社.   [2020-11-17]. （原始内容存档于2021-01-26）.
22. ↑  . 狮门公司.   [2020-11-17]. （原始内容存档于2020-08-06）.
23. ↑  . Funding Universe.   [2020-11-17]. （原始内容存档于2012-04-17）.
24. 1 2  David Lieberman. . Deadline.   [2020-11-17]. （原始内容存档于2019-03-27）.
25. ↑  . CNBC. 路透社. 2018-05-22  [2020-11-17]. （原始内容存档于2019-08-07）.
26. ↑  Christopher Palmeri. . 彭博社.   [2020-11-17]. （原始内容存档于2020-08-28）.
27. ↑  David Ng. . 洛杉矶时报.   [2020-11-17]. （原始内容存档于2019-10-18）.
28. ↑  Liz Shackleton. . Screen Daily.   [2020-11-18]. （原始内容存档于2019-03-31）.
29. ↑  Elsa Keslassy. . 综艺.   [2020-11-18]. （原始内容存档于2013-10-25）.
30. ↑  . Egmont Group.   [2020-11-18]. （原始内容存档于2018-09-06）.
31. ↑  Scott Roxborough. . 好莱坞报道.   [2020-11-18]. （原始内容存档于2019-04-01）.
32. ↑  Scott Roxborough. . 好莱坞报道.   [2020-11-18]. （原始内容存档于2019-12-15）.
33. ↑  Leo Barraclough. . 综艺.   [2020-11-18]. （原始内容存档于2019-06-21）.
34. ↑  Scott Roxborough. . 好莱坞报道.   [2020-11-18]. （原始内容存档于2019-09-03）.
35. ↑  Leo Barraclough. . 综艺.   [2020-11-18]. （原始内容存档于2019-12-06）.
36. ↑  . Experience.   [2020-11-19]. （原始内容存档于2013-05-20）.
37. ↑  Bob Thomas. . The Daily Times. 美联社. 1968-05-08.

### 文献
- David A. Cook.  2nd Edition. University of California Press. 2002-03-15  [2020-11-15]. ISBN 9780520232655. （原始内容存档于2022-02-28）.
- John Douglas Eames. . Crown. 1985  [2020-11-15]. ISBN 9780517553480. （原始内容存档于2022-05-07）.
- Joel W. Finler.  1st Edition. Octopus. 1988  [2020-11-15]. ISBN 9780706428667. （原始内容存档于2022-05-07）.
- Joel W. Finler.  3rd Edition. Wallflower Press. 2003. ISBN 9781903364666.
- Clive Hirschhorn. . Hamlyn. 2000  [2020-11-15]. ISBN 9780600597360. （原始内容存档于2022-05-07）.
- Clive Hirschhorn. . Hamlyn. 1999  [2020-11-15]. ISBN 9780600598367. （原始内容存档于2022-05-07）.
- Richard B. Jewell; Vernon Harbin. Vernon Harbin , 编. . Arlington House. 1982  [2020-11-15]. ISBN 9780517546567. （原始内容存档于2020-07-27）.
- Thomas Schatz. . Henry Holt and Company. 2015-06-02  [2020-11-15]. ISBN 9781627796453. （原始内容存档于2022-02-28）.
- Tony Thomas; Aubrey Solomon.  50th Anniversary Edition. Citadel Press. 1985-01-01  [2020-11-15]. ISBN 9780806509587. （原始内容存档于2022-02-28）.